# Combattenti ribelli stranieri nella guerra civile siriana
La presenza di combattenti stranieri (spesso definiti come volontari stranieri o in inglese foreign fighters) tra le file dei miliziani ribelli che si oppongono alle truppe governative siriane, è un elemento caratterizzante della guerra civile siriana e ha permesso che la Siria diventasse "la prima mèta per i combattenti jihadisti e il più importante campo di battaglia del mondo per il jihād" nonché il più importante "punto di aggregazione e addestramento per i fondamentalisti islamici di altre nazioni". La meta privilegiata dei volontari stranieri sono infatti le formazioni più estremistiche del jihādismo takfirista.
Si stima che le due formazioni jihadiste più importanti, il Fronte al-Nusra (jihadista di obbedienza qa'idista) e lo Stato Islamico dell'Iraq e Levante (di fede jihadista ma in forte polemica con al-Qāʿida), accolgano tra le loro file almeno 9 000 combattenti non siriani, ovvero circa il 20% del totale. Altre stime vedono la percentuale salire notevolmente tra i miliziani di Da'esh, con il 40% di non siriani tra gli effettivi. Includendo le altre formazioni islamiste e l'Esercito siriano libero si arriva a una cifra complessiva tra gli 11 000 e i 15 000. Al termine del 2013 il numero di stranieri uccisi dalle forze governative è calcolato aggirarsi intorno alla cifra di 700.
Esiste una formazione composta esclusivamente da volontari stranieri: Jaysh al-Muhājirīn wa l-Anṣār (Esercito degli Emigranti e degli Ausiliari)
A differenza di altri conflitti, in cui si è assistiti all'afflusso di militanti jihadisti stranieri, come Afghanistan, Bosnia e Somalia, il ritmo di crescita della presenza dei volontari stranieri è più alta e nella maggior parte dei casi la scelta di combattere deriva da un'iniziativa personale più che da un arruolamento da parte di un gruppo estremista. La scelta individuale è la differenza principale rispetto ai combattenti stranieri presenti nei gruppi intervenuti a combattere a fianco dell'esercito regolare siriano (tra cui libanesi, iracheni, palestinesi e yemeniti), che sono invece inquadrati in strutture organizzate.
Il flusso di combattenti stranieri verso la Siria aumenta sensibilmente a partire dalla seconda metà del 2013 a causa dell'aggravarsi della frattura settaria tra sciiti e sunniti a seguito della battaglia di al-Quṣayr e al successivo incitamento delle masse arabe da parte di alcuni imam come lo sceicco Yūsuf ʿAbd Allāh al-Qaradāwīi.
Generalmente il miliziano non siriano è di età compresa tra i 18 e i 30 anni, ben istruito (alcuni combattenti sospendono gli studi per combattere al fronte) e senza esperienza militare.
L'accesso al territorio siriano avviene nella maggior parte dei casi attraverso il confine turco o iracheno a causa del controllo dei valichi di frontiera da parte dei ribelli.

## Provenienza
Le nazioni da cui provengono i vari combattenti ribelli stranieri sono tra le 50 e le 74 e possono essere divise in 3 macroaree:
- Nordafrica e Vicino Oriente: comprende circa il 75% dei combattenti stranieri che provengono principalmente dall'Iraq e dalle nazioni che hanno vissuto la Primavera araba.
- Altre nazioni o regioni a maggioranza musulmana: tra cui una forte presenza di ceceni e pakistani.
- Paesi Occidentali: comprendono il 17% dei combattenti stranieri. Tra le nazioni più importanti vi sono Belgio, Regno Unito, Francia, Paesi Bassi e Germania[3].

### Analisi ICSR
Il centro "The International Centre for the Study of Radicalisation (ICSR)" ha pubblicato due ricerche, il 17 dicembre 2013 e il 26 gennaio 2015, che riportano i seguenti dettagli sul numero di volontari non siriani nelle forze ribelli stimato per singola nazione. Il numero minimo indica i casi certi di cui si ha conferma, il numero massimo è ottenuto incrociando fonti credibili. Nei dati del gennaio 2015 i dati relativi a Palestina e Israele sono fusi insieme, come anche quelli di Russia e Cecenia.
| Nazione             | Stima (dic 2013) | Stima (gen 2015) |
| ------------------- | ---------------- | ---------------- |
| Algeria             | 68-123           | 200              |
| Bahrain             | 12               | 12               |
| Egitto              | 119-358          | 360              |
| Iraq                | 59-247           | -                |
| Giordania           | 180-2089         | 1500             |
| Kuwait              | 54-71            | 70               |
| Libano              | 65-890           | 900              |
| Libia               | 336-556          | 600              |
| Mauritania          | 2                | n.d.             |
| Marocco             | 77-91            | 1500             |
| Oman                | 1                | n.d.             |
| Qatar               | 15               | 15               |
| Palestina           | 74-114           | 120              |
| Arabia Saudita      | 386-1016         | 1500-2500        |
| Sudan               | 2-96             | 100              |
| Tunisia             | 382-970          | 1500-3000        |
| Emirati Arabi Uniti | 14               | 15               |
| Yemen               | 14-110           | 110              |
| Iran                | 3                | n.d.             |
| Israele             | 15-20            | n.d.             |
| Turchia             | 63-500           | 600              |

| Nazione         | Stima (dic 2013) | Stima (gen 2015) |
| --------------- | ---------------- | ---------------- |
| Kosovo          | 68-150           | 100-150          |
| Albania         | 9-140            | 90               |
| Bosnia          | 18-60            | 330              |
| Macedonia       | 3-20             | 12               |
| Cecenia         | 36-186           | n.d.             |
| Kazakistan      | 14-150           | 250              |
| Kirghizistan    | 9-30             | 100              |
| Pakistan        | 7-330            | 500              |
| Somalia         | 5-68             | 70               |
| Afghanistan     | 12-23            | 50               |
| Xinjiang cinese | 6-100            | 300              |
| Uzbekistan      | n.d.             | 500              |

| Nazione                   | Stima (dic 2013) | Stima (gen 2015) |
| ------------------------- | ---------------- | ---------------- |
| Austria                   | 1-60             | 100-150          |
| Belgio                    | 76-296           | 440              |
| Danimarca                 | 25-84            | 100-150          |
| Finlandia                 | 4-20             | 50-70            |
| Francia                   | 63-412           | 1200             |
| Germania                  | 34-240           | 500-600          |
| Irlanda                   | 11-26            | 30               |
| Italia                    | 2-50             | 80               |
| Lussemburgo               | 1                | n.d.             |
| Paesi Bassi               | 29-152           | 200-250          |
| Norvegia                  | 33-40            | 60               |
| Spagna                    | 34-95            | 50-100           |
| Svezia                    | 39-87            | 150-180          |
| Svizzera                  | 1                | 40               |
| Regno Unito               | 43-366           | 500-600          |
| Serbia                    | 3                | 50-70            |
| Bulgaria                  | 1                | n.d.             |
| Russia,esclusa la Cecenia | 9-423            | 800-1500         |
| Ucraina                   | 50               | 50               |
| Australia                 | 23-205           | 100-250          |
| Canada                    | 9                | 100              |
| Stati Uniti               | 17-60            | 100              |

## Volontari dal mondo arabo
Il numero di volontari provenienti dal Nordafrica e dal Vicino Oriente è il più importante per ovvie ragioni religiose e di prossimità al conflitto. Inoltre, tra le nazionalità più rappresentate, vi sono quelle che hanno vissuto le fasi della Primavera araba.

### Paesi del Consiglio della Cooperazione del Golfo
Le nazioni che fanno parte del Consiglio della Cooperazione del Golfo, o, più semplicisticamente, che si trovano nella Penisola araba, sono le più attive nel sostegno dei ribelli islamisti in Siria. Questa attività di sostegno si realizza sia nel finanziamento economico e materiale sia nell'invio di combattenti. In particolare i volontari sauditi sono entrati nei ranghi delle formazioni jihadiste più importanti (soprattutto il Fronte al-Nusra e Ahrar al-Sham) ed hanno anche creato delle brigate indipendenti, soprattutto nell'area di Latakia e nel Qalamun.
Componente fondamentale nell'afflusso di combattenti è la forte retorica anti-sciita condotta dagli imam sauditi, che spingono apertamente nelle loro prediche i fedeli ad unirsi al jihād globale in Siria.
Alcune fonti non confermate riporterebbero anche il consenso del ministro degli Interni saudita a liberare dal carcere più di 1 200 condannati a morte con l'impegno di recarsi in Siria a combattere contro il governo.
Il forte afflusso di combattenti ha creato forte preoccupazione nel governo per l'eventuale rientro in patria dei "reduci". È quindi stato creato un apposito programma di recupero per gli ex-combattenti per evitare la formazione di cellule jihadiste in Arabia Saudita.
Alcuni ufficiali di sicurezza yemeniti riportano la presenza tra le file di al-Qāʿida nella Penisola Arabica di decine di cittadini sauditi provenienti dal fronte siriano. Tale flusso è confermato anche da un ufficiale dell'Esercito siriano libero.
Il giornale al-Qabas riferisce dell'afflusso di volontari dal Kuwait, cui viene spesso fornito un passaporto siriano falso per evitare di essere riconosciuti in caso di cattura.

### Libano
L'affluenza di volontari libanesi nelle milizie ribelli siriane è aumentato in risposta all'intervento di Hezbollah a fianco del governo siriano. I volontari libanesi provengono principalmente dalla roccaforte sunnita di Tripoli e, oltre a confluire nelle principali formazioni islamiste siriane, hanno costituito una branca siriana di formazioni normalmente operanti in Libano, quali Fath al-Islam e le Brigate 'Abd Allah al-'Azzam. L'attività di queste formazioni è principalmente rivolta alla lotta contro Hezbollah e può essere vista come una conseguenza dello sconfinamento del conflitto in Libano.

### Libia
Il coinvolgimento della Libia nella guerra civile siriana è molto profondo. Il governo libico è stato infatti il primo a riconoscere il Consiglio nazionale siriano come "unico legittimo rappresentante del popolo siriano". A livello politico e popolare sono stati in molti a vedere nella rivolta siriana un parallelo con la guerra civile libica. Combattenti volontari libici sono stati tra i primi ad affluire in Siria, spesso non solo tra le formazioni islamiste, ma anche tra i ranghi dell'Esercito siriano libero.
È stata riportata la presenza in Siria del comandante del consiglio militare di Tripoli, Abdelhakim Belhadj con una forte rappresentanza del suo Gruppo Combattente Islamico di Libia.
Inoltre in Siria è affluita una buona componente degli arsenali militari libici.

### Tunisia
In quanto prima nazione a vivere le conseguenze della Primavera araba, la Tunisia ha instaurato fin dal 2011 ottimi rapporti con l'opposizione siriana e non ha impedito la partenza di volontari, sebbene il ministero degli Interni affermi che il governo abbia impedito l'espatrio di 6.000 potenziali combattenti.
Elemento tipico del coinvolgimento dei combattenti tunisini è la presenza tra le loro file di ragazze impiegate nel Jihad al-nikah, ovvero la pratica islamica che permette alle donne di concedersi sessualmente ai combattenti impegnati nel jihād, a seguito di un matrimonio temporaneo (ammesso nel fiqh giafarita, dove è chiamato con l'antico nome di nikāḥ al-mutʿa). Numerose testimonianze, avvalorate dalle dichiarazioni del ministro dell'Interno tunisino, confermano la presenza di queste ragazze soprattutto nel governatorato di Aleppo. Alcune testimonianze contano in almeno 15 ragazze, anche se si sospetta possano essere molte di più.
Le donne tornate dal fronte hanno spesso contratto malattie veneree o sono incinte. Inoltre in Tunisia queste ragazze-madri non sposate e i loro figli sono costrette a subire l'ostracismo popolare.

### Iraq
La presenza di combattenti iracheni tra le file dei ribelli è importante non solo per il numero, ma anche perché ha permesso la formazione dei due gruppi jihadisti più importanti. Infatti sia il Fronte al-Nusra, che lo Stato Islamico dell'Iraq e Levante (ISIL) sono stati creati da una branca dello Stato Islamico dell'Iraq grazie all'afflusso di miliziani dal paese confinante. Lo stesso emiro dell'ISIL, Abu Bakr al-Baghdadi è di nazionalità irachena.
L'ISIL, per la sua natura transnazionale, opera indistintamente tra Siria e Iraq e i combattenti attraversano la frontiera attraverso i valichi di confine controllati dai miliziani.
La presenza dell'ISIL in Siria ha permesso la creazione di un entroterra stabile da cui portare attacchi alle forze armate irachene, accusate di complicità con l'esercito siriano e di sostegno alle milizie sciite.

## Volontari da nazioni/regioni a maggioranza musulmana

### Cecenia (e Caucaso)
La presenza di combattenti ceceni e di altre regioni a maggioranza musulmana del Caucaso russo è estremamente radicata in Siria. Grazie all'addestramento ricevuto e all'esperienza militare acquisita in patria ricoprono ruoli di primo piano nelle principali formazioni jihadiste.
Una delle formazioni più violente, composta prevalentemente da volontari stranieri, è il Jaysh al-Muhajirin wa l-Ansar, la cui catena di comando è composta da ceceni e caucasici tra cui l'emiro Abu Omar al-Shishani. Il gruppo ha solidi contatti con il Fronte al-Nusra e Da'esh. La presenza di ceceni, sia del gruppo di al-Shishani che appartenenti ad altre formazioni, è particolarmente forte ad Aleppo, dove partecipano in prima linea ai combattimenti. Alcune fonti riportano che le milizie cecene sono state fondamentali ad arginare le offensive governative verso il centro della città e a conquistare alcune postazioni dell'esercito regolare.
I ceceni si contraddistinguono per la ferocia delle azioni, che spesso comprendono attentati suicidi, e le difficili relazioni con la popolazione autoctona, con cui spesso sussistono anche problemi linguistici. Molti ceceni hanno partecipato alla sanguinosa offensiva dell'agosto 2013 nelle campagne a est di Latakia, dove sono state massacrate dozzine di civili di religione alawita.

### Pakistan (Talebani)
I talebani pachistani hanno annunciato l'invio del primo gruppo di combattenti in Siria nel luglio 2013. A differenza di altri volontari, i pakistani sono spesso strutturati in gruppi organizzati che hanno una relazione diretta con la dirigenza talebana e di al-Qa'ida in patria. Il gruppo che ha inviato più uomini in Siria è il Tehrik-i-Taliban Pakistan che ha giustificato l'intervento come "riconoscenza ai mujahidin arabi che hanno combattuto a fianco dei talebani in Afghanistan". L'acuirsi delle violenze settarie tra sunniti e sciiti nel corso della guerra civile siriana ha anche indirettamente accresciuto le tensioni tra le due comunità religiose in Pakistan dove gli scontri hanno visto una crescente intensificazione.
I talebani pachistani operano in maniera autonoma affiancando le milizie islamiste e fornendo supporto tecnico e strategico. Almeno 12 esperti sono presenti in Siria con questo ruolo. È stato creato un campo di addestramento gestito dai talebani che funge da centro di raccolta e di coordinamento dei volontari pachistani.
La presenza di pachistani in Siria è indirettamente provata dalla diffusione di un'epidemia di poliomielite. L'Organizzazione Mondiale della Sanità ha confermato che il virus è del ceppo pachistano.

## Volontari dai Paesi Occidentali
La presenza di combattenti provenienti da paesi occidentali, e in particolare europei, è di grande preoccupazione per i governi dei paesi di origine in quanto esiste il forte rischio di aumento degli attentati terroristici di stampo islamista da parte dei reduci tornati in patria a causa della loro adesione a gruppi fondamentalisti transnazionali e dell'addestramento militare ricevuto (problema simile a quello presentatosi a seguito della guerra in Afghanistan).

### Paesi Europei
La presenza di volontari europei in Siria a novembre 2013 si aggira intorno alle 1.200 unità. Questo dato comporta il fatto che nella guerra civile siriana è coinvolto il più grande contingente di combattenti europei musulmani mai comparso nella storia dei conflitti moderni.
Inoltre dalla seconda metà del 2013 (a seguito della battaglia di Qusayr) si è verificato un significativo aumento dell'afflusso di combattenti. A seguito della vittoriosa offensiva dello Stato Islamico dell'Iraq e Levante in Iraq e la fondazione del califfato islamico tra le due nazioni si assiste ad un considerevole aumento del numero di combattenti jihadisti provenienti dall'Europa. Un'analisi dell'antiterrorismo stima a settembre 2014 la presenza di 3.000 combattenti tra Siria e Iraq. Una nuova analisi ad aprile 2015 stima 6.000 combattenti europei nella sola Siria.
La massiccia presenza europea è giustificabile anche dalla facilità di accesso al territorio siriano. Infatti a differenza di altri conflitti che hanno coinvolto volontari stranieri musulmani (come Somalia, Afghanistan e Iraq), la Siria è geograficamente più vicina e confina con la Turchia, nazione dove i cittadini dell'Unione europea possono recarsi con voli low-cost e senza visto.
I timori dei governi di provenienza sul futuro ritorno dei reduci di guerra e sul loro accresciuto fanatismo religioso è confermato dalla testimonianza di alcuni militanti dei gruppi jihadisti siriani, tra cui lo Stato Islamico dell'Iraq e Levante, che accoglie la maggior parte dei combattenti stranieri. I volontari europei vengono indottrinati e addestrati militarmente in appositi campi. Alcuni di loro vengono scelti e inviati appositamente nei paesi di provenienza per addestrare e reclutare nuovi jihadisti.
Anche ai fini della prevenzione, il fenomeno dei foreign fighters, alla stregua dei jihadisti autoctoni, deve essere indagato in relazione all'identità dei protagonisti. Come ha evidenziato lo studio del sociologo Marco Orioles, il profilo dei foreign fighters europei si sovrappone a quello delle seconde generazioni di immigrati di fede islamica, nate in Europa da genitori di origine straniera. Da qui un inquietante interrogativo per le nazioni del Vecchio Continente, da tempo terra di insediamento di cittadini stranieri che vi hanno fatto radici e famiglia: come si giustifica il reclutamento nelle file jihadiste di ragazzi col passaporto Schengen, nati, scolarizzati e cresciuti in un'Europa che essi, a seguito di un processo di radicalizzazione che spesso si consuma in breve tempo, giungono ad odiare al punto da desiderarne la distruzione? Giiovani non di rado insospettabili e ben integrati, più difficili da individuare in tempo rispetto a chi ha precedenti criminali, pregresse simpatie con l'estremismo jihadista e amicizie pericolose?

#### Francia
La Francia è uno dei paesi europei da cui proviene il maggior numero di volontari. Il presidente François Hollande a gennaio 2014 dichiara la presenza di circa 700 combattenti volontari francesi tra le milizie jihadiste in Siria e altre fonti governative parlano di almeno altri 400 jihadisti pronti a partire. Vi è la certezza di 20 cittadini francesi morti in combattimento tra cui alcuni attentatori suicidi.
Dalla Francia sono partiti anche i combattenti europei più giovani, due ragazzi di 15 anni dai genitori franco-tunisini. Testimonianze affermano che i due volontari erano ben integrati nella società francese e non parlavano arabo. La copertura mediatica su questo evento ha reso la società francese particolarmente sensibile al tema dei volontari jihadisti. Il ministro degli interni Manuel Valls ha dichiarato che in Siria sono presenti "una dozzina" di minorenni.
Dalla Francia sono partiti anche cittadini convertiti all'Islam.
I miliziani francesi combattono principalmente nelle file dello Stato Islamico dell'Iraq e Levante in cui esistono almeno 6 brigate composte esclusivamente da jihadisti francesi e belgi. Alcune testimonianze riportano che tali brigate sono state costituite in quanto i cittadini francesi non parlano l'arabo e hanno difficoltà a integrarsi con gli altri miliziani ribelli. Gli estremisti musulmani francesi sono stati protagonisti di azioni particolarmente violente contro la popolazione siriana civile e contro altri gruppi ribelli. Gran parte dei miliziani francesi si concentra nei pressi della città di Azaz, nel nord della Siria.
Il governo francese attua la prima azione per affrontare il problema dei volontari il 21 dicembre 2012 quando viene promulgata una nuova legge anti-terrorismo. Grazie ad essa è possibile "perseguire cittadini francesi che tornano in patria dopo aver commesso atti di terrorismo all'estero o dopo aver passato un periodo di addestramento in campi terroristici con l'intenzione di commettere attentati sul suolo francese".

#### Spagna
Secondo i dati forniti dai governi spagnolo e marocchino, almeno 20 residenti spagnoli (di cui 11 di nazionalità spagnola e 9 di nazionalità marocchina) si sono uniti a gruppi jihadisti in Siria. Altri 25 residenti spagnoli si sono invece associati all'Esercito Siriano Libero.
La maggior parte dei volontari proviene dall'enclave spagnola di Ceuta, ha tra i 20 e i 30 anni e nessuna precedente attività jihadista.
Prima della partenza verso la Siria, i volontari sono stati addestrati in appositi campi in territorio marocchino e indottrinati da imam fondamentalisti sulla legittimità dell'uccisione di persone di fede sciita. La polizia spagnola è riuscita a smantellare parte di questa organizzazione a Settembre 2013 (Operazione Cesto).
Almeno 3 spagnoli sono morti in Siria a seguito di attentati suicidi.

#### Regno Unito
La presenza di combattenti di nazionalità britannica tra le file dei gruppi ribelli ha preoccupato i servizi segreti che hanno stimato il loro numero in circa 300 individui. Una nuova statistica dell'aprile 2015 vede il numero alzarsi a 1.600 unità. Prevalentemente questi combattenti si sono uniti ai jihadisti del Fronte al-Nusra e dello Stato Islamico dell'Iraq e Levante.
Secondo un'indagine del centro "The International Centre for the Study of Radicalisation (ICSR)" i combattenti britannici sono i più attivi sui social network dove svolgono un'attività di propaganda e indottrinamento religioso.
Secondo il generale ʿAbd al-Ilāh al-Bashīr, comandante dell'Esercito Siriano Libero, i combattenti britannici sono i "più violenti” e "assetati di sangue" tra i ribelli jihadisti.
Il 6 febbraio 2014 si verifica il primo attentato suicida condotto da un jihadista britannico. L'operazione, utilizzando un camion-bomba, avviene nel tentativo, fallito, di conquistare la prigione centrale di Aleppo.